# كسوف الشمس في 16 يونيو 1806
كسوف الشمس في 16 يونيو 1806 هو كسوف كلي للشمس، لوحظ من كيندرهوك في نيويورك وبريطانيا وإيرلندا 

## الكسوفات ذات الصلة
كان جزءا من ساروس شمسي 124

## روابط خارجية
- NASA chart graphics
- Googlemap
- NASA Besselian elements
- Mabel Loomis Todd (1900). Total Eclipses of the Sun. Little, Brown. مؤرشف من الأصل في 2022-10-25.
- Tecumseh and the Eclipse of 1806